# UNIDROIT-Grundregeln für internationale Handelsverträge
Die UNIDROIT-Grundregeln für Internationale Handelsverträge (Principles of International Commercial Contracts; UPICC) sind unverbindliche Regeln für den internationalen Handel, die von UNIDROIT erstellt wurden.

## Entstehung und Entwicklung
Schon 1968 schlug der damalige UNIDROIT-Generalsekretär Mario Matteucci eine Vereinheitlichung der allgemeinen Rechtsgrundsätze auf dem Gebiet des bürgerlichen Rechts bzw. des Handelsrechts in der Form von Restatements vor. 1971 beschloss der Direktionsrat von UNIDROIT in das Arbeitsprogramm des Instituts ein Projekt aufzunehmen, das zunächst den Titel „Progressive Kodifikation des internationalen Handelsrechts“ trug und später in „Ausarbeitung von Regeln für internationale Handelsverträge“ umbenannt wurde. Noch 1976 war unklar, wohin das Projekt am Ende führen sollte. In Betracht kamen vor allem ein Modellgesetz oder ein Restatement. 1980 wurde offensichtlich, dass die UNIDROIT-Vertragsstaaten sich nicht auf einen bindenden einheitlichen völkerrechtlichen Vertrag einigen konnten. Im selben Jahr wurde eine Arbeitsgruppe für die Ausarbeitung eines Entwurfs eingesetzt, die insgesamt 19 Vertreter aller bedeutenden Rechtsordnungen und wirtschaftlich-gesellschaftlichen Systeme umfasst und führende Fachleute auf den Gebieten der Rechtsvergleichung und des internationalen Handelsrecht waren. Nach fast fünfzehn Jahren Vorbereitung wurden im Mai 1994 die Arbeiten an den 119 Artikeln, die auf sieben Kapitel verteilt sind, abgeschlossen.
1997 richtete der Direktionsrat von UNIDROIT eine weitere Arbeitsgruppe ein, um die Grundregeln zu erweitern. Diesmal waren neben den 17 ordentlichen Mitgliedern auch sechs Beobachter von interessierten internationalen Organisationen beteiligt. Diese Organisationen waren die ASA, der ICC International Court of Arbitration und die Miland Chamber of National and International Arbitration. Bemerkenswert ist, dass dabei außer den zwei Vertretern von UNCITRAL alle anderen Vertreter aus dem Bereich der Schiedsgerichtsbarkeit kamen. In der neuen Version der Grundregeln wurden nur kleinere Änderungen an den bereits bestehenden Regeln vorgenommen. Der Fortschritt liegt in der Erweiterung um vier neue Themengebiete, die der Unvollständigkeit der Grundregeln, die manchmal ein Problem darstellte, entgegenwirken soll. Mit der einstimmigen Annahme der neuen Fassung im April 2004 durch den Direktionsrat erhöhte sich die Zahl der Artikel auf 185 und der Kapitel auf zehn.
Am 29. Mai 2006 trat die dritte Arbeitsgruppe zusammen, um mit der Vorbereitung der nächsten Version der Grundregeln zu beginnen. Sie umfasste diesmal 18 ordentliche Mitglieder und zwölf Beobachtern, wobei wieder ein großer Teil der Beobachter aus dem Bereich der Schiedsgerichtsbarkeit kam. Wiederum soll die alte Version mehr oder weniger unangetastet bleiben und vier bis fünf neue Themenbereiche hinzugefügt werden.

## Methode und Aufbau
Als Methode wurde die der Restatements gewählt, bei der die aktuelle Rechtslage zusammengefasst wird. Diese wurde im Wesentlichen durch das American Law Institute bekannt, das seit dem frühen 20. Jahrhundert die Restatements of the Law of Contracts herausgibt. Eine als Normsatz formulierte Regel oder ein allgemeiner Rechtsgrundsatz (Black Letter Rule) wird von einer kurzen, kommentarartigen Erläuterung mit erklärenden Beispielen (Comment) gefolgt, die integraler Bestandteil der Regel selbst ist. Bei den UNIDROIT-Prinzipien wurden die sonst bei Restatements üblichen Notes, in denen rechtsvergleichendes Material aufgeführt ist, weggelassen, um den internationalen Charakter der Regeln zu betonen. Von Anfang an wollte man aber fortschrittlicher als das Vorbild sein, indem man bewusst die beste der bestehenden Regeln wählte, die sich an den neusten Gerichtsentscheidungen orientiert („dernier cri de la jurisprudence“). Daher wäre der Begriff „Pre-Statement“ für Grundregeln in mancher Hinsicht passender. Rechtstechnisch handelt es sich bei den UNIDROIT-Prinzipien nur um eine bloße Zusammenfassung und Ordnung des internationalen Vertragsrechts. Daher hängt auch die Akzeptanz und Geltungskraft der Grundprinzipien, wie bei dem Vorbild, von der Reputation der erlassenden Institution, also der Autorität von UNIDROIT, ab.

## Rechtsnatur
In der Literatur wird im Rahmen der Rechtsquellenlehre darüber gestritten, ob sie eine eigenständige Rechtsordnung oder nur allgemeine Geschäftsbedingungen darstellen.
Ebenfalls vor staatlichen Gerichten ist noch nicht abschließend geklärt, ob die Grundregeln wirksam als Recht gewählt werden können.
In den meisten Schiedsgerichtsordnungen sind sie jedoch als wählbares Recht anerkannt. Auch wird eine Anwendung ohne explizite Erlaubnis der Parteien nicht als Grund gesehen, Anerkennung bzw. Vollstreckbarkeitserklärung solcher Schiedssprüche durch staatliche Gerichte zu verweigern.